# Тім Ламбезіс
Тім Ламбезіс (англ. Tim Lambesis) — американський музикант, більш відомий як засновник металкор-гурту As I Lay Dying. Також у нього є сайд-проєкт під назвою Austrian Death Machine, в якому він є мультиінструменталістом. Крім того, він заснував дез-метал-гурт Pyrihion та був гітаристом таких колективів як Society's Finest та Point of Recognition.
Тім був суддею 8-ї та 10-ї Independent Music Awards для підтримки незалежних артистів.

## Арешт
7-го травня 2013 Тім був заарештований при спробі організації найманого вбивства своєї дружини Меган. Ламбезіс свою провину заперечував і був випущений на свободу 30 травня, внісши заставу в розмірі 2 мільйонів доларів, із заборонами виїжджати за межі штату, наближатися й контактувати зі своєю родиною. Також він отримав зобов'язання носити GPS-браслет, який сповіщав поліцію про всі його переміщення.
9 травня 2013 Ламбезіс заперечував свою провину і був відпущений під заставу в 3 мільйони доларів і був визнаний «небезпечним для суспільства» 25 лютого 2014 р. Ламбезіс визнав свою провину, йому загрожує до 9 років позбавлення волі. Суд відбувся 2 травня, але оголошення вироку було відкладено до 16 травня. 16 травня 2014 Тім Ламбезіс був засуджений до шести років позбавлення волі. На оголошенні вироку були присутні всі учасники As I Lay Dying. Крім цього, Ламбезісу буде протягом 10 років заборонено наближатися до Меган і її трьом, усиновленим разом із Тімом, дітям.

## Дискографія
| №   | Рік  | Група                  | Назва релізу                       | Тип релізу / Коментар |
| --- | ---- | ---------------------- | ---------------------------------- | --------------------- |
| 1.  | 2001 | As I Lay Dying         | Beneath the Encasing of Ashes      | альбом                |
| 2.  | 2003 | As I Lay Dying         | Frail Words Collapse               | альбом                |
| 3.  | 2005 | As I Lay Dying         | Shadows Are Security               | альбом                |
| 4.  | 2006 | As I Lay Dying         | A Long March: The First Recordings | збірка                |
| 5.  | 2007 | As I Lay Dying         | An Ocean Between Us                | альбом                |
| 6.  | 2008 | Austrian Death Machine | Total Brutal                       | альбом                |
| 7.  | 2008 | Austrian Death Machine | A Very Brutal Christmas            | Міні-альбом           |
| 8.  | 2009 | Austrian Death Machine | Double Brutal                      | альбом                |
| 9.  | 2010 | As I Lay Dying         | The Powerless Rise                 | альбом                |
| 10. | 2011 | As I Lay Dying         | Decas                              | збірка                |
| 11. | 2011 | Austrian Death Machine | Jingle All The Way                 | Міні-альбом           |
| 12. | 2012 | As I Lay Dying         | Awakened                           | альбом                |
| 13. | 2013 | Austrian Death Machine | Triple Brutal                      | альбом                |
| 14. | 2013 | Pyrithion              | The Burden of Sorrow               | Міні-альбом           |

### Продюсерські роботи
- As I Lay Dying — Beneath the Encasing of Ashes
- Destruction of a Rose — Suspended in Time
- Sworn Enemy — The Beginning of the End
- Sworn Enemy — Maniacal
- Sworn Enemy — Total World Domination
- Zao — Awake?
- Impending Doom — The Serpent Servant
- Impending Doom — There Will Be Violence
- Chelsea Grin — Desolation of Eden
- War of Ages — Arise and Conquer
- War of Ages — Eternal
- Molotov Solution — The Harbinger
- Sea of Treachery — Wonderland
- Carnifex — Until I Feel Nothing